# Leuropezos eungellensis
Leuropezos eungellensis är en klomaskart som beskrevs av Reid 1996. Leuropezos eungellensis ingår i släktet Leuropezos och familjen Peripatopsidae. Inga underarter finns listade i Catalogue of Life.